# مارين باكالوف
مارين باكالوف (بالبلغارية: Марин Бакалов)‏ هو لاعب كرة قدم ومدرب كرة قدم بلغاري في مركز الدفاع، ولد في 18 أبريل 1962 في أسينوفغراد في بلغاريا. لعب مع سبارتاك بلوفديف وسسكا صوفيا ونادي بوتيف بلوفديف ونادي تشافيس ونادي ماريتسا بلوفديف.

## وصلات خارجية
- مارين باكالوف على موقع قاعدة بيانات كرة القدم.إي يو (الإنجليزية)
- مارين باكالوف على موقع ناشيونال فوتبول تيمز (الإنجليزية)
- مارين باكالوف على موقع عالم كرة القدم.نت (الإنجليزية)